# Grand Prix Monaka 2001
Grand Prix Monaka 2001 (59e Grand Prix Automobile de Monaco), 7. závod 52. ročníku mistrovství světa jezdců Formule 1 a 43. ročníku poháru konstruktérů, historicky již 670. grand prix, se již tradičně odehrála na okruhu v Monte Carla.

## Výsledky

### Kvalifikace
| Pořadí | Číslo | Pilot                 | Konstruktér        | Čas      | Odstup |
| ------ | ----- | --------------------- | ------------------ | -------- | ------ |
| 1      | 4     | David Coulthard       | McLaren - Mercedes | 1:17.430 |        |
| 2      | 1     | Michael Schumacher    | Ferrari            | 1:17.631 | +0.201 |
| 3      | 3     | Mika Häkkinen         | McLaren - Mercedes | 1:17.749 | +0.319 |
| 4      | 2     | Rubens Barrichello    | Ferrari            | 1:17.856 | +0.426 |
| 5      | 5     | Ralf Schumacher       | Williams - BMW     | 1:18.029 | +0.599 |
| 6      | 18    | Eddie Irvine          | Jaguar - Ford      | 1:18.432 | +1.002 |
| 7      | 6     | Juan Pablo Montoya    | Williams - BMW     | 1:18.751 | +1.321 |
| 8      | 12    | Jarno Trulli          | Jordan - Honda     | 1:18.921 | +1.491 |
| 9      | 10    | Jacques Villeneuve    | BAR - Honda        | 1:19.086 | +1.656 |
| 10     | 7     | Giancarlo Fisichella  | Benetton - Renault | 1:19.220 | +1.790 |
| 11     | 22    | Jean Alesi            | Prost - Acer       | 1:19.245 | +1.815 |
| 12     | 9     | Olivier Panis         | BAR - Honda        | 1:19.294 | +1.864 |
| 13     | 11    | Heinz-Harald Frentzen | Jordan - Honda     | 1:19.316 | +1.886 |
| 14     | 19    | Pedro de la Rosa      | Jaguar - Ford      | 1:20.033 | +2.603 |
| 15     | 17    | Kimi Räikkönen        | Sauber - Petronas  | 1:20.081 | +2.651 |
| 16     | 16    | Nick Heidfeld         | Sauber - Petronas  | 1:20.261 | +2.831 |
| 17     | 8     | Jenson Button         | Benetton - Renault | 1:20.342 | +2.912 |
| 18     | 21    | Fernando Alonso       | Minardi - European | 1:20.788 | +3.358 |
| 19     | 14    | Jos Verstappen        | Arrows - Asiatech  | 1:20.823 | +3.393 |
| 20     | 15    | Enrique Bernoldi      | Arrows - Asiatech  | 1:21.366 | +3.906 |
| 21     | 23    | Luciano Burti         | Prost - Acer       | 1:21.771 | +4.341 |
| 22     | 20    | Tarso Marques         | Minardi - European | 1:22.201 | +4.771 |

### Závod
| Pořadí | Číslo | Jezdec                | Konstruktér      | Kola | Čas/odstoupení | Start | Body |
| ------ | ----- | --------------------- | ---------------- | ---- | -------------- | ----- | ---- |
| 1      | 1     | Michael Schumacher    | Ferrari          | 78   | 1:47:22.561    | 2     | 10   |
| 2      | 2     | Rubens Barrichello    | Ferrari          | 78   | +0.431         | 4     | 6    |
| 3      | 18    | Eddie Irvine          | Jaguar-Cosworth  | 78   | +30.698        | 6     | 4    |
| 4      | 10    | Jacques Villeneuve    | BAR-Honda        | 78   | +32.454        | 9     | 3    |
| 5      | 4     | David Coulthard       | McLaren-Mercedes | 77   | +1 kolo        | 1     | 2    |
| 6      | 22    | Jean Alesi            | Prost-Acer       | 77   | +1 kolo        | 11    | 1    |
| 7      | 8     | Jenson Button         | Benetton-Renault | 77   | +1 kolo        | 17    |      |
| 8      | 14    | Jos Verstappen        | Arrows-Asiatech  | 77   | +1 kolo        | 19    |      |
| 9      | 15    | Enrique Bernoldi      | Arrows-Asiatech  | 76   | +2 kola        | 20    |      |
| 10     | 17    | Kimi Räikkönen        | Sauber-Petronas  | 73   | +5 kol         | 15    |      |
| Ret    | 5     | Ralf Schumacher       | Williams-BMW     | 57   | Elektronika    | 5     |      |
| Ret    | 20    | Tarso Marques         | Minardi-European | 56   | Převody        | 22    |      |
| Ret    | 21    | Fernando Alonso       | Minardi-European | 54   | Převodovka     | 18    |      |
| Ret    | 11    | Heinz-Harald Frentzen | Jordan-Honda     | 49   | Nehoda         | 13    |      |
| Ret    | 7     | Giancarlo Fisichella  | Benetton-Renault | 43   | Převodovka     | 10    |      |
| Ret    | 12    | Jarno Trulli          | Jordan-Honda     | 30   | Hydraulika     | 8     |      |
| Ret    | 23    | Luciano Burti         | Prost-Acer       | 24   | Převodovka     | 21    |      |
| Ret    | 19    | Pedro de la Rosa      | Jaguar-Cosworth  | 18   | Hydraulika     | 14    |      |
| Ret    | 3     | Mika Häkkinen         | McLaren-Mercedes | 15   | Řízení         | 3     |      |
| Ret    | 9     | Olivier Panis         | BAR-Honda        | 13   | Řízení         | 12    |      |
| Ret    | 6     | Juan Pablo Montoya    | Williams-BMW     | 2    | Vypadnutí      | 7     |      |
| Ret    | 16    | Nick Heidfeld         | Sauber-Petronas  | 0    | Kolize         | 16    |      |

## Průběžné pořadí šampionátu
Pohár jezdců
| Pořadí | Jezdec             | Body |
| ------ | ------------------ | ---- |
| 1      | Michael Schumacher | 52   |
| 2      | David Coulthard    | 40   |
| 3      | Rubens Barrichello | 24   |
| 4      | Ralf Schumacher    | 12   |
| 5      | Nick Heidfeld      | 8    |

Pohár konstruktérů
| Pořadí | Konstruktér      | Body |
| ------ | ---------------- | ---- |
| 1      | Ferrari          | 76   |
| 2      | McLaren-Mercedes | 44   |
| 3      | Williams-BMW     | 18   |
| 4      | Jordan-Honda     | 13   |
| 5      | Sauber-Petronas  | 12   |